# Kochsgade
Kochsgade er en større gade i Odense, der strækker sig over 2,2 km. fra Thomas B. Thriges Gade i vest til Ejbygade i nordøst, hvorefter gaden fortsætter som Kertemindevej. 
Gaden har sit navn efter Johan G.C.F. Koch (1827–1914), der fra 1877 til 1897 var Odenses borgmester.
Kochsgade udgør grænsen mellem Skibhuskvarteret og Risingkvarteret og er eftertragtet grundet sin nærhed til centrum, og i de senere år er flere boligbyggerier opført i området.